# Atherigona fuscisquamata
Atherigona fuscisquamata är en tvåvingeart som beskrevs av Deeming 1979. Atherigona fuscisquamata ingår i släktet Atherigona och familjen husflugor. Inga underarter finns listade i Catalogue of Life.